# Lijst van voetbalinterlands Portugal - Servië
Deze lijst van voetbalinterlands is een overzicht van alle officiële voetbalwedstrijden tussen de nationale teams van Portugal en Servië. De landen speelden tot op heden acht keer tegen elkaar. Het eerste duel, een kwalificatiewedstrijd voor het Europees kampioenschap voetbal 2008, werd gespeeld op 28 maart 2007 in Belgrado. De laatste ontmoeting, een kwalificatiewedstrijd voor het Wereldkampioenschap voetbal 2022, vond plaats in Lissabon op 14 november 2021.

## Wedstrijden
| № | Plaats   | Datum             | Competitie           | Wedstrijd         | Uitslag |
| - | -------- | ----------------- | -------------------- | ----------------- | ------- |
| 1 | Belgrado | 28 maart 2007     | EK 2008 kwalificatie | Servië – Portugal | 1 – 1   |
| 2 | Lissabon | 12 september 2007 | EK 2008 kwalificatie | Portugal – Servië | 1 – 1   |
| 3 | Lissabon | 29 maart 2015     | EK 2016 kwalificatie | Portugal − Servië | 2 − 1   |
| 4 | Belgrado | 11 oktober 2015   | EK 2016 kwalificatie | Servië − Portugal | 1 − 2   |
| 5 | Lissabon | 25 maart 2019     | EK 2020 kwalificatie | Portugal − Servië | 1 − 1   |
| 6 | Belgrado | 7 september 2019  | EK 2020 kwalificatie | Servië − Portugal | 2 − 4   |
| 7 | Belgrado | 27 maart 2021     | WK 2022 kwalificatie | Servië − Portugal | 2 − 2   |
| 8 | Lissabon | 14 november 2021  | WK 2022 kwalificatie | Portugal − Servië | 1 − 2   |

## Samenvatting
| Competitie      | Totaal gespeeld | Winst Portugal | Gelijk | Winst Servië | Doelsaldo Portugal – Servië |
| --------------- | --------------- | -------------- | ------ | ------------ | --------------------------- |
| WK-kwalificatie | 2               | 0              | 1      | 1            | 3 − 4                       |
| EK-kwalificatie | 6               | 3              | 3      | 0            | 11 − 7                      |
| Totaal          | 8               | 3              | 4      | 1            | 14 − 11                     |

## Details

### Eerste ontmoeting
| EK 2008 kwalificatie (scheidsrechter Bertrand Layec, Belgrado, 28 maart 2007): |       |          |
| Servië                                                                         | 1 – 1 | Portugal |
| Boško Janković 37'                                                             | goals | 5' Tiago |

### Tweede ontmoeting
| EK 2008 kwalificatie (scheidsrechter Markus Merk, Lissabon, 12 september 2007): |       |                        |
| Portugal                                                                        | 1 – 1 | Servië                 |
| Simão 11'                                                                       | goals | 88' Branislav Ivanović |

### Derde ontmoeting
| EK 2016 kwalificatie (scheidsrechter Gianluca Rocchi, Lissabon, 31 maart 2015):                                                                   |              | |
| Portugal | 2 – 1        | Servië |
| Ricardo Carvalho 10' Fábio Coentrão 63' | goals        | 61' Nemanja Matić |
| Fernando Santos | bondscoach   | Radovan Ćurčić |
| Rui Patrício Ricardo Carvalho 17' Bruno Alves José Bosingwa Fábio Coentrão 78' Eliseu Tiago Mendes Nani Danny 85' João Moutinho Cristiano Ronaldo | opstellingen | Vladimir Stojković Dušan Basta Branislav Ivanović Aleksandar Kolarov Matija Nastasić Nemanja Matić 78' Dušan Tadić Raća Petrović 85' Adem Ljajić 65' Lazar Marković Aleksandar Mitrović |
| José Fonte 17' Ricardo Quaresma 78' William Carvalho 85'                                                                                          | wissels      | 65' Filip Đuričić 78' Zoran Tošić 85' Petar Škuletić |
| Fábio Coentrão 41' | gele kaarten | 25' Nemanja Matić 41' Adem Ljajić 47' Aleksandar Kolarov 82' Zoran Tošić 90+2' Filip Đuričić                                                                                            |
| - Debuut van Petar Škuletić (Lokomotiv Moskou) voor Servië.                                                                                       |              | |

### Vierde ontmoeting
| EK 2016 kwalificatie (scheidsrechter David Fernández, Belgrado, 11 oktober 2015):                                                                                                  |              | |
| Servië | 1 – 2        | Portugal |
| Zoran Tošić 65' | goals        | 5' Nani 78' João Moutinho |
| Radovan Ćurčić | bondscoach   | Fernando Santos |
| Vladimir Stojković Duško Tošić Aleksandar Kolarov 77' Nenad Tomović Stefan Mitrović Nemanja Matić Dušan Tadić Zoran Tošić 85' Luka Milivojević Adem Ljajić Aleksandar Mitrović 85' | opstellingen | Rui Patrício 46' Bruno Alves José Fonte Eliseu Nélson Semedo Ricardo Quaresma Nani 57' Danny 70' Miguel Veloso Danilo Pereira André Silva |
| Ivan Obradović 77' Miralem Sulejmani 85' Petar Škuletić 85' | wissels      | 46' Luís Neto 57' Éder 70' João Moutinho                                                                                                  |
| Aleksandar Mitrović 49' | gele kaarten | 28' Nélson Semedo 42' Danny 44' Nani 49' Danilo Pereira 80' André Silva                                                                   |
| Aleksandar Kolarov 79', 80' | rode kaarten | |
| - Debuut van Nélson Semedo (Benfica) voor Portugal. |              | |